# Plavnica
Plavnica (allemand : Plausch ) est un village de Slovaquie situé dans la région de Prešov.

## Histoire
Première mention écrite du village en 1325.

## Démographie

### Évolution de la population
| Année:               | 1994. | 2004.   | 2014.   | 2024.   |
| -------------------- | ----- | ------- | ------- | ------- |
| Nombre de personnes: | 1491  | 1544    | 1631    | 1663    |
| Différence:          |       | +3,55 % | +5,63 % | +1,96 % |

| Année:               | 2023. | 2024.   |
| -------------------- | ----- | ------- |
| Nombre de personnes: | 1643  | 1663    |
| Différence:          |       | +1,21 % |